# Neoempheria tinctipennis
Neoempheria tinctipennis är en tvåvingeart som först beskrevs av Enrico Adelelmo Brunetti 1912.  Neoempheria tinctipennis ingår i släktet Neoempheria och familjen svampmyggor. Inga underarter finns listade i Catalogue of Life.